# Le Château-d’Oléron
 Le Château-d’Oléron ist eine südwestfranzösische Gemeinde mit 4.359 Einwohnern (Stand: 1. Januar 2022) im Département Charente-Maritime in der Region Nouvelle-Aquitaine; sie gehört zum Arrondissement Rochefort und ist der Hauptort (chef-lieu) des Kantons Île d’Oléron. Die Einwohner werden Casteloleronais bzw. Chapelains genannt.

## Geographie
Le Château-d’Oléron ist der zweitgrößte Ort auf der Insel Île d’Oléron. Er liegt unmittelbar an der zum Kontinent gewendeten Ostküste der Insel im Atlantik. Umgeben wird Le Château-d’Oléron von den Nachbargemeinden Dolus-d’Oléron im Norden und Westen, Saint-Trojan-les-Bains im Süden sowie Le Grand-Village-Plage im Südwesten.

## Geschichte
Le Château-d’Oléron war stets ein strategisch bedeutender Ort. Während bereits zuvor die Engländer ab dem 12. Jahrhundert den Ort als Handelsplatz nutzten, wurde er während der Hugenottenkriege von den Protestanten zum Rückzug genutzt.

### Bevölkerungsentwicklung
| Jahr      | 1962 | 1968 | 1975 | 1982 | 1990 | 1999 | 2006 | 2017 |
| Einwohner | 3171 | 3254 | 3324 | 3411 | 3544 | 3552 | 3884 | 4184 |

## Sehenswürdigkeiten
- Kirche Notre-Dame-de-l’Assomption, ab dem 17. Jahrhundert erbaut, neoromanischer Turm aus dem 19. Jahrhundert
- Protestantische Kirche, erbaut 1833/1849
- Zitadelle von Château-d’Oléron, fortähnliche Befestigungsanlage, erbaut 1630 bis 1704, im Zweiten Weltkrieg durch alliiertes Bombardement teilweise zerstört

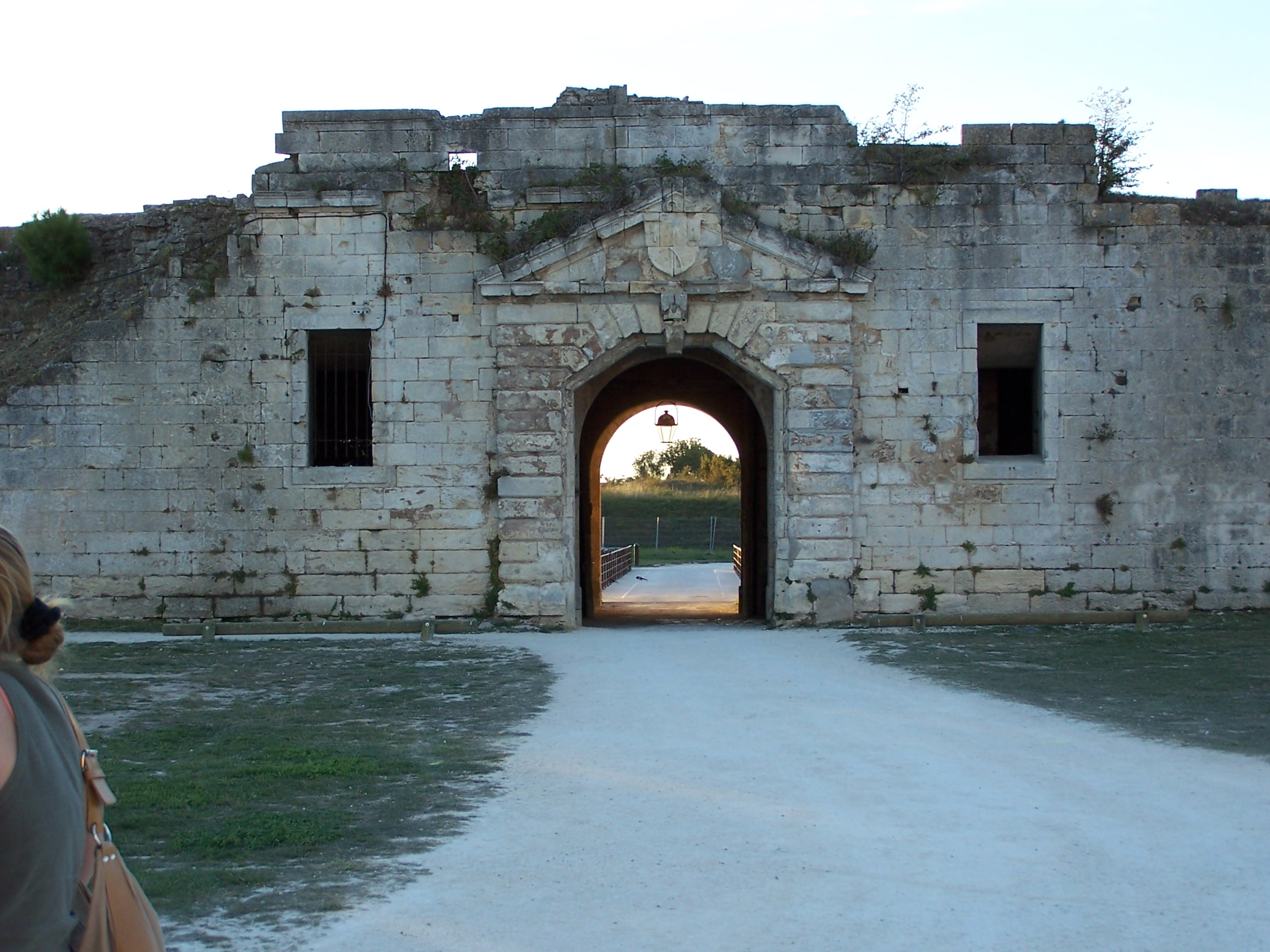
Eingang (Porte royal) zum Fort

- Brunnen am Platz der Republik, im 17. Jahrhundert gebaut, seit 1937 Monument historique
- Ehemaliger Franziskanerkonvent aus dem 18. Jahrhundert
- Brücke zur Île-d’Oléron, erbaut 1966
- Napoleonsbrücke über den Chenal de Brandes, erbaut 1766, Monument historique seit 1979
- Leuchtturm von Le Château-d’Oléron
- Dolmen d’Ors

Siehe auch: Liste der Monuments historiques in Le Château-d’Oléron

## Persönlichkeiten
- Eleonore von Aquitanien (1122–1204), Königin von England, zog sich 1199 zunächst nach Le Château-d’Oléron zurück
- Jean-Louis Bodin (1943–2019), Radrennfahrer